# Atentado contra Mitsubishi Heavy Industries
El atentado contra Mitsubishi Heavy Industries fue un atentado con bomba en la sede de Mitsubishi Heavy Industries en Tokio, Japón, el 30 de agosto de 1974, que mató a ocho personas e hirió al menos a 376 más. El bombardeo fue cometido por el Frente Armado Antijaponés de Asia Oriental, una organización antijaponesa radical de extrema izquierda, contra Mitsubishi Heavy Industries por abastecer a Estados Unidos contra Vietnam del Norte durante la Guerra de Vietnam.
El atentado con bomba en Mitsubishi Heavy Industries de 1974 fue el ataque terrorista más mortífero en Japón hasta el ataque con gas sarín en el metro de Tokio en 1995.

## El atentado
Miembros de la célula 'Wolf' (Ōkami) de EAAJAF colocaron dos bombas de tiempo caseras que contenían 45 kilogramos de explosivos en una maceta en la entrada del bloque de oficinas centrales de Mitsubishi Heavy Industries en el concurrido distrito Marunouchi de Tokio. La EAAJAF avisó telefónicamente a las personas que se encontraban dentro del edificio ocho minutos antes de la explosión, pero fue descartado como un engaño. Se emitió otra advertencia cuatro minutos después de que se ignorara la primera, pero el edificio no fue evacuado. Una de las bombas explotó a las 12:45 p. m. (UTC+9), hora del almuerzo; el otro no explotó.
Cinco personas, dos de ellas empleados de Mitsubishi, murieron inmediatamente y tres más murieron en el hospital poco después. Se estima que 376 personas resultaron heridas en la explosión, y unas 330 personas fueron trasladadas al hospital, de las cuales 116 eran empleados de Mitsubishi. La explosión rompió los cristales del edificio de oficinas hasta el undécimo piso, así como los de los edificios situados enfrente, incluida la sede de Mitsubishi Electric. Fue lo suficientemente fuerte como para escucharse desde Shinjuku, a más de 5 kilómetros (3,1 millas) de distancia. También fueron destruidos vehículos y algunos árboles en las calles.

## Consecuencias
El atentado causó muchos más daños de los que esperaba la EAAJAF debido a la falta de evacuación, provocando indignación entre los medios de comunicación. Un editor dijo: "Este incidente es el desafío más atroz para nuestra sociedad. La sociedad misma fue el objetivo y la víctima". El Japan Times pidió una "muestra de ira pública" contra los terroristas. Sin embargo, el Primer Ministro Kakuei Tanaka y los líderes de los partidos de izquierda guardaron silencio sobre el incidente. El nerviosismo entre la población de Tokio aumentó tras otros dos atentados con bombas perpetrados por el grupo en la ciudad en 1974, sin que la policía aún hubiera realizado detenciones.
Siete miembros de la EAAJAF fueron detenidos el 19 de mayo de 1975. En 1987, Masashi Daidoji y Toshiaki Masunaga fueron declarados culpables y condenados a muerte. Daidoji, líder de la célula Wolf del antiguo grupo, dijo durante las audiencias judiciales que el atentado fue "un error".  En mayo de 1999, mientras estaba en el corredor de la muerte, se disculpó con las víctimas por primera vez, diciendo: "No puedo justificar que hayamos causado víctimas. Me gustaría pedir disculpas desde el fondo de mi corazón". Daidoji murió de múltiples mieloma el 24 de mayo de 2017 en el Centro de Detención de Tokio.
Satoshi Kirishima, miembro de la EAAJAF y participante en el bombardeo, que se había estado escondiendo de la policía japonesa desde 1975, reveló su identidad en enero de 2024 en un hospital de Kanagawa, afirmando que quería morir por su nombre real. Se reveló que había estado viviendo bajo el seudónimo de "Hiroshi Uchida" en Fujisawa. Murió tres días después en Kamakura.